# Facultatea Energetică și Inginerie Electrică (Universitatea Tehnică a Moldovei)
Facultatea Energetică și Inginerie Electrică (FEIE) este o facultate care face parte din Universitatea Tehnică a Moldovei (UTM) și asigură pregătirea specialiștilor cu studii superioare în domeniile energetic și electrotehnic. 
Utilizarea eficientă a resurselor energetice și valorificarea surselor de energii regenerabile, exploatarea rațională a sistemelor de alimentare cu energie electrică și termică, automatizarea proceselor tehnologice pe baza sistemelor electromecanice inteligente, metrologia, controlul și certificarea producției, necesită specialiști calificați în aceste domenii.

## File de istorie
Istoria învățământului superior în domeniile energetic și electrotehnic în Republica Moldova își are începutul înaintea fondării Institutului Politehnic din Chișinău și mai exact în anul 1959 (la 50 de ani de la aprinderea primei lămpi electrice în Chișinău), odată cu crearea secției „Inginerie Tehnică” în cadrul Facultății de Fizică și Matematică a Universității de Stat a Moldovei. Atunci în cadrul acestei secții a fost inițiată pregătirea cadrelor inginerești la trei specialități: „Echipament Electric” (50 studenți), „Tehnica Electrică de Măsurat” (25 studenți) și „Construcții industriale și civile” (50 studenți).
Pe parcurs specialitatea „Echipament Electric” se împarte în: „Alimentarea cu Energie Electrică” și „Mașini și Aparate electrice”. În anul 1963 Facultatea de Inginerie Tehnică a fost divizată în trei facultăți: „Electrotehnică”, „Construcții Industriale și Civile” și „Mecanică Tehnologică”.
La înființarea Institutului Politehnic (în anul 1964) în cadrul Facultății de Electrotehnică a apărut o nouă specialitate „Electrificarea gospodăriei agricole”, transferată de la Institutul Agricol. În anul 1964 s-a deschis a cincea specialitate – „Aparate semiconductoare”.
În anul 1967 Facultatea de Electrotehnică a fost divizată în două facultăți: „Energetică” și „Electrofizică” (numită recent „Calculatoare, Informatică și Microelectronică”). Pe parcurs anilor la Facultatea de Energetică au fost deschise specialități noi „Sisteme și rețele electrice” (anul 1972) și „Termoenergetică Industrială” (anul 1984). În 1990 specialitatea „Electrificarea Gospodăriei Agricole” a fost transferată la Institutul Agricol.
La 28 aprilie 1993 Institutul Politehnic a fost reorganizat în Universitatea Tehnică a Moldovei, fapt ce a impus transformări de structură, de concept și conținut al instruirii inginerești. Adaptându-se la cerințele economiei naționale facultatea a deschis specialități noi – „Inginerie și Management în Energetică” (anul 1995) și „Ingineria și Managementul Calității” (anul 1996). 
Deschiderea facultății a coincis cu perioada electrificării intense a tuturor ramurilor economiei naționale: construcția de mari centrale termoelectrice (Chișinău, Bălți, Cuciurgan), crearea de noi rețele de transport și distribuție a energiei electrice, electrificarea localităților rurale, a transportului, a unităților industriale și de construcție, precum și deschiderea unor întreprinderi de caracter electrotehnic. Chiar de la început facultatea a fost amplasată în actualul corp de studii nr. 2 din  Universitatea Tehnică a Moldovei situată nemijlocit în centrul orașului Chișinău (clădirea fostului Seminar Teologic, construită în anii 1900-1901).
În data de 22 octombrie 2018, Facultatea Energetică și Inginerie Electrică în parteneriat cu Societatea Inginerilor Energeticieni din România (SIER) au marcat un secol de ascensiune a unuia dintre cele mai viabile și… luminoase domenii – energetica.

## Programe de studiu
Facultatea Energetică și Inginerie Electrică oferă programe de studii pentru cele 3 cicluri ale procesului educațional: licență, masterat și doctorat, precum și multe oportunități interesante de a crește (participări la conferințe, workshop-uri, training-uri, cursuri de perfecționare, etc).

### Ciclul I – Licență
Pentru studii superioare de licență sunt propuse 7 specialități acreditate (240 credite ECTS, Durata studiilor: 4 ani cu frecvență și 5 ani cu frecvența redusă):
- Inginerie și Management în Energetică;
- Inginerie și Managementul Calității;
- ElectroEnergetica;
- TermoEnergetica;
- Ingineria Sistemelor ElectroMecanice;
- Ingineria Sistemelor de Energii Regenerabile;
- Electrificarea Agriculturii.

### Ciclul II – Masterat
Pentru învățământul superior de masterat sunt propuse 5 programe de studii (MS - masterat științific, 90/120 credite ECTS, Durata studiilor: 1,5/2 ani cu frecvență): 
- Energie și Mediu;
- Electroenergetică;
- Inginerie Electrică;
- Inginerie și Managementul Calității;
- Electrotehnologii în Mediul Rural.

### Ciclul III – Doctorat
- Sisteme și tehnologii energetice;
- Tehnologii de conversie a energiei și resurse regenerabile (cu specificarea lor);
- Dispozitive și echipamente electrotehnice;
- Tehnologii electrotehnice;
- Metrologie, standardizare și conformitate;
- Metode și sisteme de control în metrologie.

Toate tezele de an, de licență, masterat și doctorat sunt bazate pe subiecte practice, solicitate de agenții economici, iar lucrările de absolvire includ mostre, dispozitive și standuri experimentale.